# Олимпийский каток Брашова
Олимпийский каток Брашова (рум. Patinoarul Olimpic Brașov, англ. Brașov Olympic Ice Rink) — крытая ледовая арена, расположенная в румынском городе Брашове. Домашняя арена клуба Корона Брашов. Вместимость 2000 человек.

## Строительство
Строительство арены началось 16 мая 2008 года и завершилось в 2010 году. Стоимость проекта 9.1 миллиона евро. 
Олимпийский каток в Брашове — современный каток в Румынии, оборудованный по западным стандартам, единственный каток в стране, который отвечает всем условиям, необходимым для ледовых видов спорта: хоккея, конькобежного спорта и кёрлинга.
Ледовое покрытие имеет размер 60 х 30 м, в соответствии с требованиями Международной федерации хоккея с шайбой. 
Генеральный подрядчик этих работ компания MBS Group фактически завершила строительство за 14 месяцев. Олимпийский каток Брашова стал одним из мест проведения зимних юношеских Олимпийских игр 2013 года.

## Спортивные мероприятия
- Группа А второго дивизиона чемпионата мира по хоккею с шайбой 2011 года (юниоры)
- Группа А второго дивизиона чемпионата мира по хоккею с шайбой 2013 года (молодёжные команды)
- Группа С континентального кубка 2014/2015
- Группа А второго дивизиона чемпионата мира по хоккею с шайбой среди юниорских команд 2016
- Группа В второго дивизиона чемпионата мира по хоккею с шайбой 2019 года (женщины)
- Группа К квалификационного мужского хоккейного турнира зимней Олимпиады 2022
- Группа A континентального кубка 2021/2022
- Группа А второго дивизиона чемпионата мира по хоккею с шайбой 2022 года (молодёжные команды)
- Группа А третьего дивизиона чемпионата мира по хоккею с шайбой 2023 года среди женщин